# Македонци (нация)
 Тази статия е за жителите на Северна Македония.  За жителите на Македония в Античността вижте Древни македонци.  За жителите на областта Македония вижте Македонци.
Македонците (на македонска литературна норма: македонци) съгласно идеологията на македонизма са славяноезичните жители на географската област Македония или произхождащите от нея такива, които имат македонска национална идентичност. На практика това са главно славяноезичните граждани на Северна Македония. След Преспанското споразумение от 2018 година и официалната промяна на името на държавата от Република Македония в Република Северна Македония, те започват да бъдат наричани също и северномакедонци. В източници извън България те са наричани понякога славомакедонци. Българската академия на науките смята, че езиковата им норма трябва да се нарича северномакедонски български.

## История

### Предпоставки
Македонизмът се появява като самостоятелна идея през втората половина на XIX век. Непосредствено след появата си той не е популярен. Възникването му се дължи на гръцката образователна пропаганда, която в резултат на някои западноевропейски ренесансови влияния, се опитва да възстанови забравените антични географски имена. Целта е да се докаже на османските поданици в Македония, че те са потомци на древните македонци, които са били гърци, а от това следва, че местните славяни са всъщност славянизирани гърци. Македонизмът се използва и като инструмент на Великосръбската доктрина, но тук целта му е формирането на отделна славянска народност в Македония и отделянето ѝ от българския етнос, а като евентуална втора стъпка се предвижда нейното сърбизиране. И в двата случая това служи като своеобразна контрамярка на разширяващото се българско възрожденско влияние в областта.
След разпадането на Османската империя в началото на XX век, част от териториите населени от българския народ, или т. нар. булгар миллет, попадат под контрола на Сърбия. Процесът на обособяване на македонските славяни от българския етнос е частично в резултат на асимилаторската политика на Кралство Югославия провеждана в т. нар. Вардарска бановина между двете световни войни. Местните български черкви и училища са затворени или превърнати в сръбски, а свещениците и учителите малтретирани и прогонени в България. Всякакви чувства или изява на българска национална принадлежност са преследвани жестко от властите.
Подложена на асимилация, но осъзнала своята специфичност, част от интелигенцията на новите „южни сърби“, отхвърля сръбската връзка, но и българските корени на родителите си. Тези възгледи намират съмишленици и сред част от лявата македонска интелигенция в България. През 1934 г. по инициатива на Балканския секретариат на Коминтерна е приета резолюция на Коминтерна по македонския въпрос – политически документ, с който се дава насока за признаване съществуването на отделен македонски народ и македонски език. Тези тенденции затихват по време на българското управление в Македония (1941 – 1944), въпреки че са подклаждани от комунистическата съпротива. Според редица изследователи до 1945 година населението в региона е предимно с българско самосъзнание, като липсват масови прояви на македонска национална идентичност.

### В комунистическа Югославия
След Втората световна война и създаването на Народна република Македония като федеративна част от Югославия, започва популяризирането на идеите на македонизма, което води до изграждане на нов македонски етнос. Тези идеи се подкрепят и от Албанската, Българската и Гръцка комунистическа партии през 40-те и 50-те години на XX век, като всички те се опират на приетата през 1934 година специална резолюция на Коминтерна. За разлика от България и Гърция, където процесът спира през 50-те години и няма траен успех, то в СФРЮ относително успешно се формира ново национално съзнание и се кодифицира нов език. Фактът, че за разлика от довоенна Югославия, ЮКП дава на местното население повече свобода, създава положителна нагласа сред широките маси. Така вече вместо южни сърби, регионалното етнографско име – македонци, се фаворизира като национално.
Първоначално, комунистическият лидер на младата република Лазар Колишевски обявява, че историята на нейния народ започва със зараждането на комунистическата съпротива във Вардарска Македония през 1941 година. Колишевски обявява ВМОРО и ВМРО за българофилски организации. Скоро след това, под ръководството на Югославската комунистическа партия започва конструирането на историческа парадигма, която връща историята на новата нация в началото на 19-ти век. През 1960-те години това начало е изместено далеч в Средновековието. След разрива между Югославия и останалите комунистически държави през 1948 г. отношенията с България рязко и трайно се влошават. Всякакви пробългарски чувства, които дотогава са били потискани, вече открито се преследват от репресивния апарат на държавата. Поради това в новата федерална република българофобията е издигната до ранга на национална доктрина, а местният комунистически елит е силно просръбски и проюгославски ориентиран. Приет е специален „Закон за защита на македонската национална чест“, по силата на който са репресирани всички идентифициращи се като българи, но не и като южни сърби. През втората половина на 40-те години хиляди хора са осъдени и затворени, а стотици екзекутирани за проявени открито български национални чувства преди или след 1944 година. Тези жители на новата република от другите етноси, отхвърлящи македонизма, пък са съдени за „насаждане на национална вражда“ между народите им и „македонския народ“. По такива обвинения са съдени и противопоставящите се на косвената сърбизация в Титова Македония. А признатите българи от другите части на Югославия, противопоставящи се на македонизма са съдени за „вражеска пропаганда“. Подслушвани са селските радиоприемници дали по тях звучи българското радио, а за изпълнение на песни на книжовен български или на нови български песни се вкарва за месеци в затвора. В първите години след Втората световна война в Пиринска Македония е осъществена македонизация под югославски натиск. Такава обаче не се провежда спрямо сърбоманите в останалите след войната в Сърбия части от Македония – градовете Прешево, Буяновац и Качаник и околните им села.
Новата идентичност на населението се изгражда на базата на общата южнославянска държавна и езикова общност. С цел създаване на „образ на врага“ се насажда представа за неславянски произход на българите, водеща до окарикатуреното им представяне като тюрко-татарско племе. Тази теза, всъщност е късна реплика на идеите на сръбския етнограф Йован Цвиич, един от създателите на Великосръбската идея. Възприети са и неговите обяснения, че през Средновековието и османското владичество терминът българи използван в Македония не е имал никога значение на етноним, и му се приписват всевъзможни обидни и унизителни значения. Скриват се фактите, че преди войната географското наименование Македония е било забранено за употреба от югославските власти, а Вардарска Македония е била известна като „Южна Сърбия“, както и ролята на Българската армия за освобождаване на областта през 1941 и 1944 година. Добавени са елементи от комунистическата митология и българите са обявени за „окупатори“, респективно  „фашистки окупатори“ на Македония по време на Първата и Втората световна война. Пренебрегва се насилствената сърбизация на Вардарска Македония между войните, като в същото време се насажда сърбофилия.
На тази основа се създава самостоятелна Македонска православна църква, развиват се местна култура, наука и изкуство, основават се местни телевизия с 3 канала, преса от 143 вестника и 52 списания, и радио, работят 1400 журналисти. През 1969 година Македонска академия на науките и изкуствата издава първата „История на македонския народ“, която е изпълнена с исторически фалшификации и откровени манипулации. Поколения ученици и студенти изучават история, чиято основна цел е да прикрие факта, че голямата част от македонските славяни през Средновековието и Османското владичество са имали българско народностно съзнание. Тъй като доказателство за този факт е непромененото българското самосъзнание на македонската емиграция в Новия свят, от началото на 70-те години югославското правителство започва да насажда македонизма сред нея чрез югославските посолства и консулства. За целта само в САЩ и Канада действат над 120 консулски сътрудници, съсредоточени в десет големи града, занимаващи се с въпросите на емиграцията. По същото време НР България има един сътрудник в консулството си в САЩ, и двама – в Канада. Заедно с това се създават платени македонистки емигрантски организации, разпространяващи пропагандни материали. Противобългарската пропаганда на изданията на тези организации е по-агресивна от тази на официалния югославски печат, който е ограничаван частично от международните норми на поведение в тази посока. Емигрантските организации са формално „независими“ от Скопие и Белград, „надпартийни“ и „общонационални“, като в тях формално се  допуска и критика към югославското ръководство от македонистка гледна точка. Създаденият през 1982 година в СР Македония Републикански център за информация за кратко време отпечатва за македонската емиграция по света 430 заглавия на книги в общ тираж 1,5 милиона екземпляра.

### В Република Македония
След падането на комунизма в Европа и разпада на Югославия, се провъзгласява независима Република Македония. Въпреки някои опити за скъсване с миналото югоносталгията и сърбофилията, съпътствани от българофобия, остават водещи мотиви в обществено-политическия живот на младата държава. Поради изчезването на южнославянската държавна общност се появява социално-политически вакуум и започват опити за отричане на славянските корени на местното население. На този фон възниква и се развива парадоксален култ към Антична Македония и нейните жители. Започва надстрояване на старата югославска национална идентичност и нейната комплексна антиквизация. С помощта на псевдонаучни способи се изгражда политически мит за директна връзка между античните македонци, живели в древността на западната част от територията на днешна Северна Гърция, и днешните славомакедонци, чиято република е разположена на територията на античните области Пеония и Дардания. По този начин, конструираната след Втората световна война македонската идентичност, чиито корени са били върнати в югославските учебници до времето на заселване на славяните на Балканите, се преекспонира далеч в античността. Това води до сериозен политически конфликт с Гърция, която протестира срещу присвояването на историята ѝ. От друга страна отричаните като българофили в комунистическа Югославия привърженици на ВМРО, са приобщени постепенно към пантеона на македонската нация.
През 2008 година в Скопие пристига делегация на пакистанските хунзи, които са обявени за най-близките родственици на македонците и преки потомци на античните македонци. Тя е посрещната от премиера, главата на МПЦ и кмета на града. Междувременно в Скопие се издават квазинаучни трудове, които „доказват“ огромните етногенетични разлики между българите и македонците. През 2009 година МАНУ прави опит да издаде първата „Македонска енциклопедия“ в два тома. Изданието е пълно с неистини и откровени лъжи и предизвиква остри негативни реакции на Балканите, във Великобритания, САЩ и в други държави, поради което е спряно от печат. През същата година македонската държавна радио-телевизионна компания излъчва скандален клип в който Господ обяснява как е заселил Земята с три раси: бялата – македоноиди, жълтата – монголоиди и черната – негроиди. Останалите жители на Земята според Господ са мулати. Впоследствие страната е залята от режисирана от управляващата националистическа партия ВМРО-ДПМНЕ вълна от истеричен македонизъм. Започва масово изграждане на паметници на антични герои и преименуване на обекти с национално и местно значение с гръцки имена. Тези събития започват да притесняват международната общност и пораждат основателни съмнения в демократичните устои на младата държава. През 2011 г. български евродепутати изпращат писмо до еврокомисаря по разширяването и европейската политика в което изразяват загриженост по отношение на македонския филм „Трето полувреме“ като „опит да се манипулира балканската история“ и да се „насажда омраза“ от държава-кандидат за членство в ЕС към нейните съседи от ЕС. През 2012 г. председателят на т. нар. Световен македонски конгрес Тодор Петров, заявява в интервю за скопския вестник „Вечер“, че в България има всичко, но не и българи, а македонците са мнозинство. Според него в България само циганите и турците не са македонци и не е въпросът дали македонците в Република Македония са българи, а има ли българи в България без македонски корени. През 2014 г. е обявено, че в Република Македония започва подготовката за създаването на спонсориран от държавата филм, представящ цар Самуил като „създател на македонско-славянска държава“, която се е борила срещу Българското царство. Това според българската страна е само част от протичащия в Скопие процес на истерична фалшификация на историята.

### В Северна Македония
С Преспанското споразумение се решава Спорът за името на Република Македония. С него през 2019 година страната се преименува в Република Северна Македония, след като променя конституцията си, а Гърция подкрепя членството ѝ в НАТО и ЕС и установява стратегическо партньорство с нея. След промяната на името на страната на Северна Македония, въпросът около идентичността на славяноезичните жители на страната отново излиза на дневен ред по отношение на България. След сключения през 2017 година договор за приятелство, добросъседство и сътрудничество между Република България и Република Македония, България подкрепя започването на преговори за присъединяване на Република Северна Македония към Европейския съюз. Същевременно тя  заявява, че европейската интеграция няма да бъде за сметка на изопачаване на исторически събития, документи и артефакти, както и на промяна на идентичнистта на личности от общата история. 
След като Северна Македония на практика продължава своята политика на българофобия и фалшифициране на историята, началото на преговорния процес на страната за членство в ЕС е блокирано от България през ноември 2020 година с безпрецедетна в най-новата българска история обществена подкрепа от 84% подкрепа. Впоследствие парламентите на България и Северна Македония ратифицират през 2022 г., компромисното Френско предложение, с което Северна Македония поема ангажимент да промени конституцията си, като впише в нея българското малцинство, за да бъде приета в ЕС. Това предизвиква активни протести в Скопие, организирани от про-руската партия Левица и про-сръбската ДПМНЕ. Френското предложение не е имплементирано в конституцията, а разкритите междувременно няколко български клуба в страната са атакувани и след това закрити, като про-фашистки и застрашаващи идентичността на славяноезичните северномакедонци. Премиерът Мицкоски, дошъл на власт през 2024 година, заявява пред парламента в Скопие, че не вижда причина за вписването на българите в Конституцията, след като според него в Северна Македония живеят около 700 – 800 българи. Мицкоски смята също, че след евентуалното влизане на страната в ЕС всичките над 100 000 души там с българско гражданство ще си скъсат българските паспорти.
Според последното успешно преброяване на населението в Северна Македония през 2021 година, броят на северномакедонците в държавата е 1,073,375 души.

## Галерия
- Димитър Чуповски
- Чеде Филиповски
- Лазар Колишевски
- Борис Трайковски
- Бранко Цървенковски
- Благой Накоски
- Ед Йовановски
- Елена Ристеска
- Горан Пандев
- Каролина Гочева
- Катарина Ивановска
- Кевин Кузманов
- Кирил Лазаров (хандбалист)
- Паско Кузман